# Rassa
Rassa är en ort och kommun i provinsen Vercelli i regionen Piemonte, Italien. Kommunen hade 64 invånare (2018).